# Монзампијетро
Монзампијетро (итал. Monsampietro) насеље је у Италији у округу Асколи Пичено, региону Марке.
Према процени из 2011. у насељу је живело 30 становника. Насеље се налази на надморској висини од 498 м.